# Prowincja wielkiego podczaszego

Podział administracyjny imperium asyryjskiego w czasach króla Aszurbanipala. Prowincja wielkiego podczaszego znajduje się pod numerem 5 na mapce

Prowincja wielkiego podczaszego – jedna z prowincji imperium asyryjskiego, zarządzana przez wysokiego dostojnika pełniącego na dworze asyryjskim urząd rab šāqê - „wielkiego podczaszego”. W źródłach asyryjskich występuje począwszy od IX w. p.n.e. Lokalizowana jest u północno-zachodnich podnóży gór Zagros, w okolicach współczesnego irackiego miasta Akra. W czasach panowania Salmanasara III (858-824 p.n.e.) „wielkiemu podczaszemu” podlegały również tereny nad górnym Tygrysem, które jednak później dołączono do innych prowincji (Bit-Zamani, Tuszhan). Stolica prowincji wielkiego podczaszego nie jest znana - niektórzy uczeni wskazują tu na miasto Szabireszu, inni na miasto Dur-Ellil. To ostatnie było na pewno ważnym centrum kultowym tej prowincji.